# Yórgos Kýrtsos
Yórgos Kýrtsos (en grec moderne : Γιώργος Κύρτσος), né le 4 juin 1952 à Athènes, est un homme politique, un journaliste et un écrivain grec.

## Biographie
Il est rédacteur en chef du quotidien grec Eléftheros Týpos. De plus, il est cofondateur, avec Níkos Benópoulos, de City Press, journal gratuit qui fait sa première apparition dans les stations de métro d’Athènes le 4 juin 2003.
Lors des élections européennes de 2014 il est élu au Parlement européen, où il siège au sein du groupe du Parti populaire européen (PPE). Il y est membre de la délégation pour les relations avec l'Assemblée parlementaire de l’OTAN et de la Commission des affaires économiques et monétaires.
Il est exclu de son parti Nouvelle Démocratie le 18 février 2022 à la suite de ses critiques contre le gouvernement de Kyriákos Mitsotákis, lui reprochant de réduire la liberté de la presse (notamment les journalistes Kostas Vaxevanis et Gianna Papadakou qui ont révélé un scandale de corruption et d'évasion fiscale).
Le 4 mai 2022, il quitte le groupe du Parti populaire européen et rejoint Renew Europe,.